# النور تاملینسون
النور تاملینسون (انگلیسی: Eleanor Tomlinson؛ زادهٔ ۱۹ مهٔ ۱۹۹۲) هنرپیشه، و مانکن بریتانیایی است. او از سال ۲۰۰۵ میلادی تاکنون مشغول فعالیت بوده‌است.
از فیلم‌ها یا برنامه‌های تلویزیونی که وی در آن نقش داشته‌است می‌توان به نقش دملزا پولدارک در پولدارک، شاهزاده الیزابت در جک غول‌کش، فیونا در آلیس در سرزمین عجایب، جوانی سوفی در شعبده‌باز، و ایزابل نویل در ملکه سفید اشاره کرد.

## زندگی شخصی
النور تاملینسون از اوایل سال ۲۰۱۵ تا ژوئن ۲۰۱۷ با بن اتکینسون بازیگر نقش بدل آیدن ترنر در سریال پولدارک در رابطه بود.

## فیلم‌شناسی
| سال  | عنوان                              | نقش                         |
| ---- | ---------------------------------- | --------------------------- |
| ۲۰۰۵ | سقوط                               | دافنه کوچولو همراه برانکلین |
| ۲۰۰۶ | شعبده‌باز                           | جوانی سوفی                  |
| ۲۰۰۷ | انیشتین و ادینگتون                 | اگنس مولر                   |
| 2008 | Angus, Thongs and Perfect Snogging | جَس                          |
| ۲۰۰۹ | ماجراهای سارا جین                  | ایو                         |
| ۲۰۱۰ | آلیس در سرزمین عجایب               | فیونا                       |
| ۲۰۱۰ | The Lost Future                    | میرو                        |
| ۲۰۱۳ | Styria                             | لارا                        |
| ۲۰۱۳ | Educazione Siberiana               | Xenya                       |
| ۲۰۱۳ | جک غول‌کش (فیلم ۲۰۱۳)               | شاهزاده الیزابت             |
| ۲۰۱۳ | کد مرگبار                          | ژنیا                        |
| ۲۰۱۳ | The White Queen                    | ایزابل نویل، دوشس کلرنس     |
| ۲۰۱۳ | Death Comes to Pemberley           | جرجیانا دارسی               |
| ۲۰۱۳ | پوآرو                              | آلیس کانینگهام              |
| ۲۰۱۵ | پولدارک                            | دملزا پولدارک               |